# TFT液晶

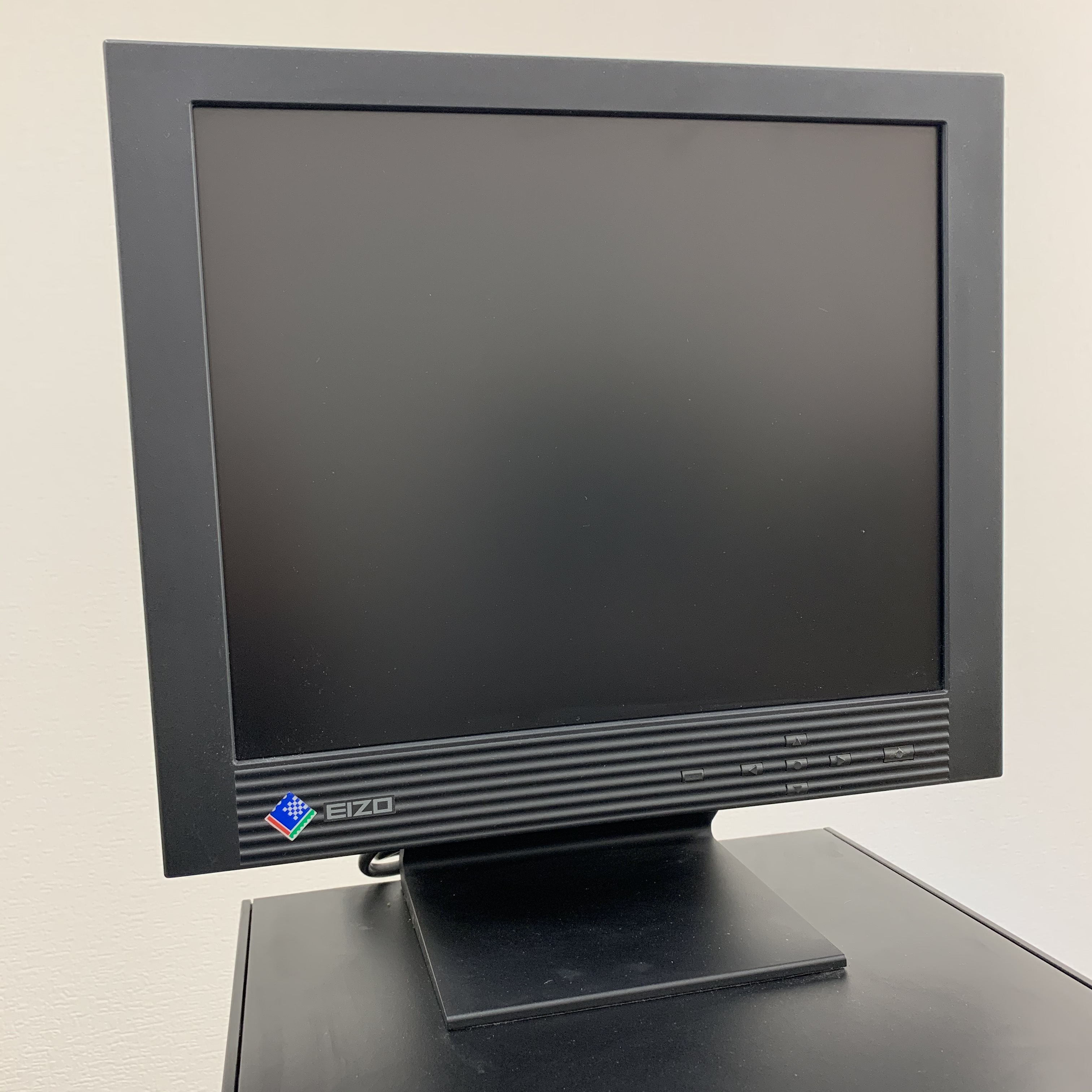
パソコンのTFT液晶ディスプレイ

TFT液晶 (thin-film-transistor liquid-crystal display) また薄膜トランジスタ液晶は薄膜トランジスタをスイッチング素子として使用する表示素子であり、液晶ディスプレイや薄型テレビに幅広く使用される。

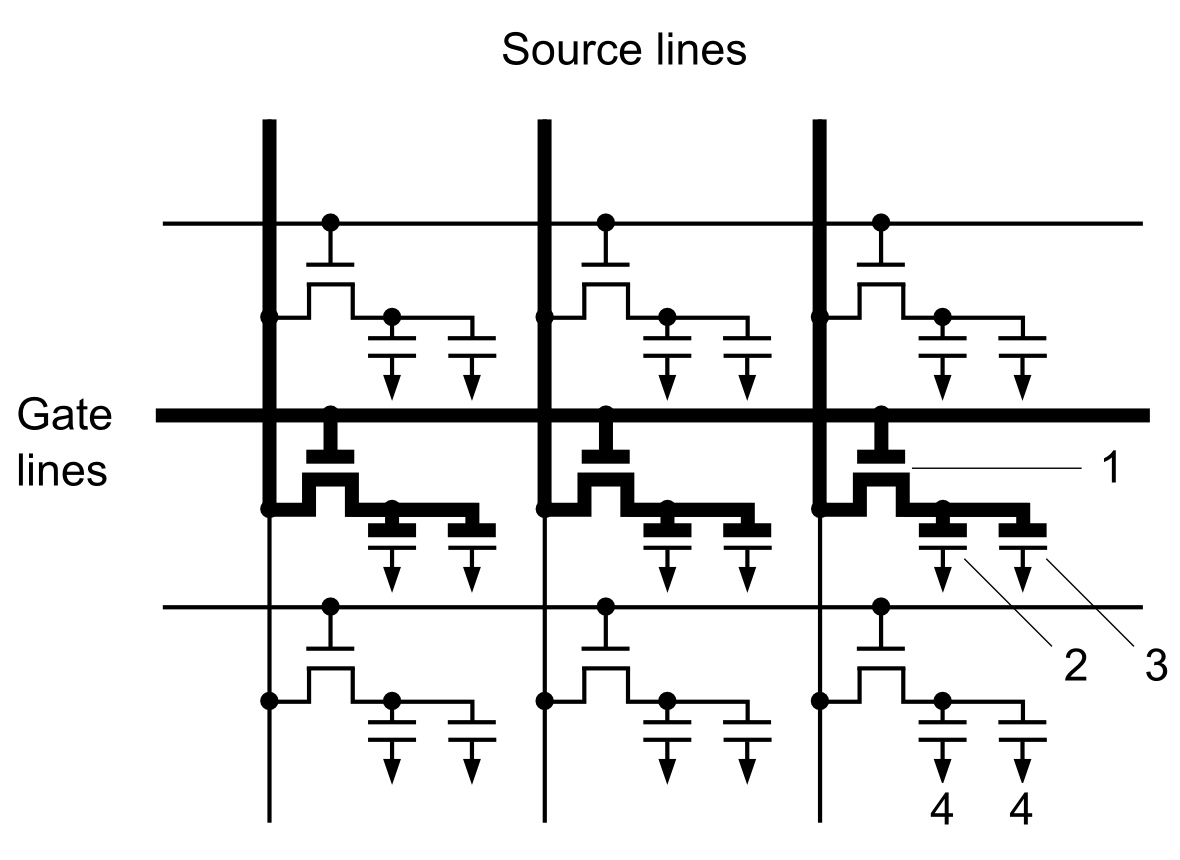
アクティブ・マトリクス駆動方式の等価回路
1.TFT 2.表示電極 3.コンデンサ 4.共通電極線へ
太線の部分が電圧が加えられている。
横方向に走るゲート電極線と縦方向に走るソース電極線の交点にTFTと呼ばれるFETが配置され、2本のバス線がFETのゲートとソースに接続されている。FETのドレイン側にはサブピクセルとなる液晶電極、そしてコンデンサ（キャパシタ）がつながれ、これら2つの容量性素子の反対側は共通電極（コモン電極）になっている。ゲート電極線に加えられた電圧によってそれに接続されている1列分すべてのFETが"ON"動作となることで、ソースとドレイン間に電流が流れ、そのときソース電極線に加えられている各々の電圧が液晶電極にかかり、コンデンサには電圧に応じた電荷が蓄積される。ゲート電極線は1列分の充電を終えると電圧の印加は次の列に移り、最初の1列分のFETはゲート電圧を失って"OFF"動作となる。最初の1列分の液晶電極はソース電極線からの電圧を失うが同時にコンデンサに蓄積された電荷によって次にゲート電極線が選択されるまでの1フレーム分の時間、必要な電圧をほとんど維持できる。コンデンサの共通電極線は隣接するサブ画素のゲート電極線で代替することがある。このようにTFTをスイッチとして使ったアクティブ・マトリクス駆動方式では、ゲート電極線によって同時に多数のFETへ電圧を加えることができるので、膨大な画素にも対応でき、コンデンサによって表示を維持できる。

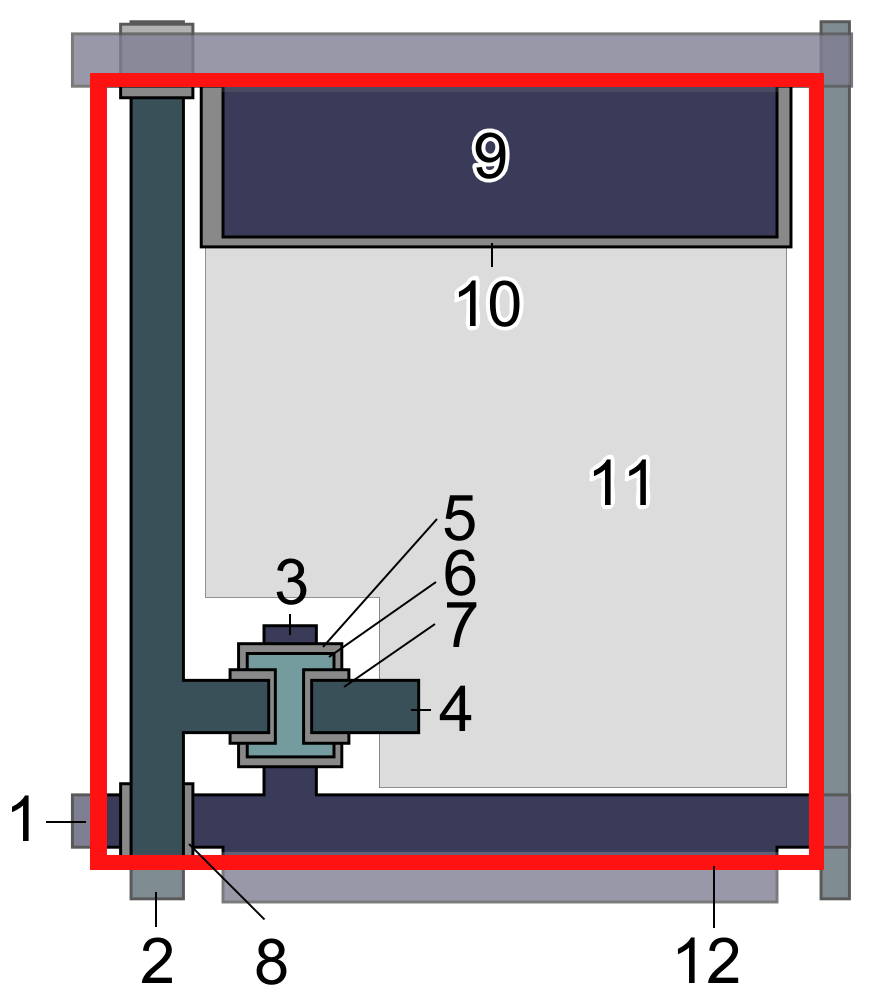
TFT画素の模式図（付加容量型）
1.ゲート電極線 2.ソース電極線 3.ゲート電極 4.ドレイン電極 5.絶縁膜 6.アモルファス・シリコン層 7.n+アモルファス・シリコン層 8.絶縁膜 9.蓄積電極（蓄積容量） 10.絶縁膜 11.表示電極 12.1つのサブセル
蓄積電極への配線を隣のゲート電極線と兼ねることで製造工程を簡略化した付加容量型を示したが、蓄積電極専用の配線を持った構造もある。図の例では正方形に近いが、3色のカラー表示の各サブセルは、通常は細長い。

以前は複数の液晶表示素子があったが、現在では携帯電話や携帯情報端末、携帯ゲーム機等に幅広く使用され、現在では実質的に液晶ディスプレイと同義的になっている。

## TFTを構成する半導体の種類

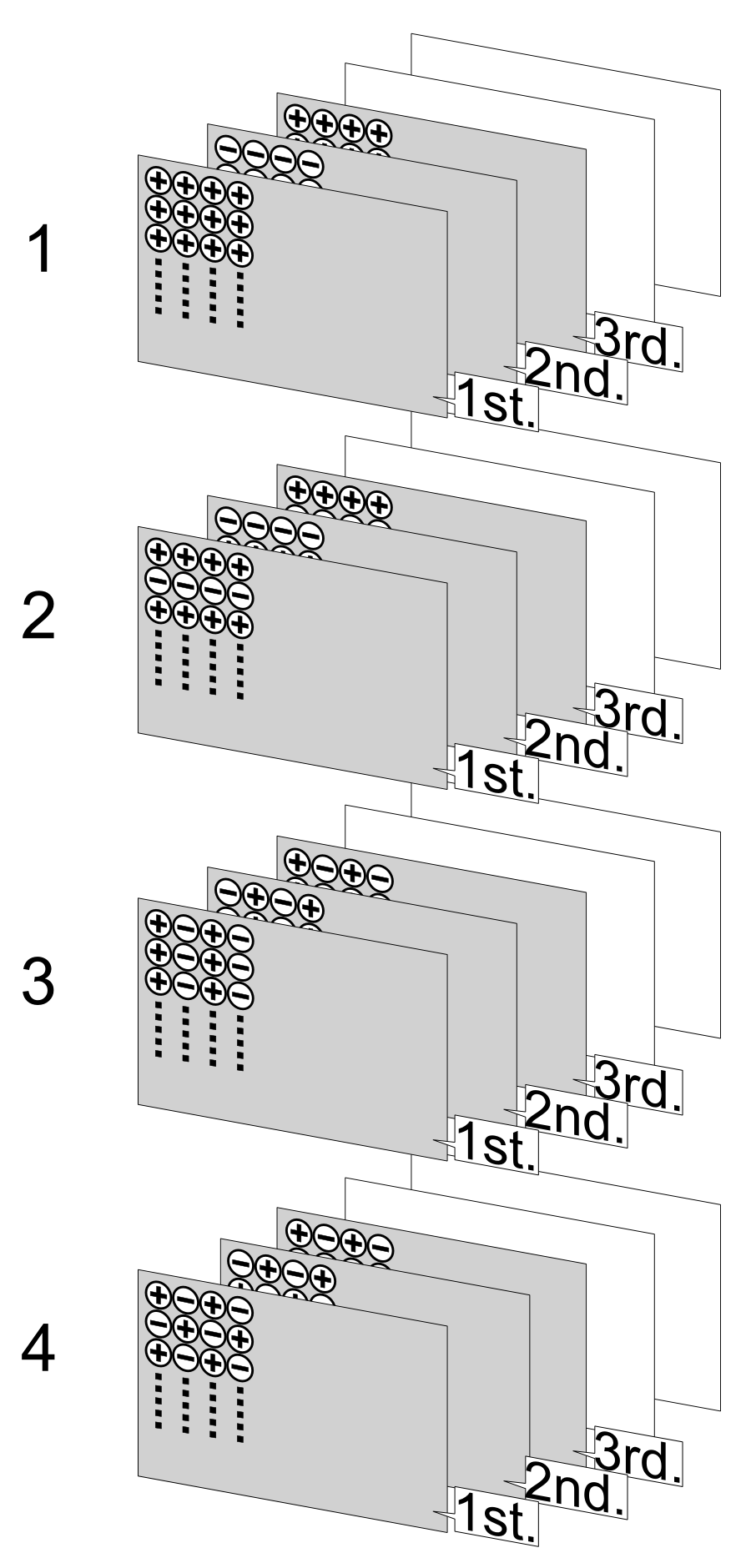
フレーム反転の4方式
1. フレーム反転駆動方式
2. 行ライン反転駆動方式
3. 列ライン反転駆動方式
4. ドット反転駆動方式

TFTを構成する半導体の組成には、普及したアモルファス・シリコンと、開発が進んで実用化段階にあるポリ・シリコンがある。画面サイズの比較的小さな液晶パネルでは、開口率を上げるために絶縁膜を挟んで隣のゲート線上との間にコンデンサを作る「付加容量型」が多い。
アモルファス・シリコン
アモルファス・シリコンは、大型のガラス基板に対して容易に成膜ができることから、高い生産性を誇っている。電子移動度は0.5-1.0cm2/Vs 程度である。。
ポリ・シリコン
ポリ・シリコン (poly-crystalline Si) は、多結晶シリコンのことであり、アモルファス・シリコンに比べると電子移動度が30-300cm2/Vs (LTPS) と単結晶シリコン (MOS-FET) の600-700cm2/Vs には及ばないが画素表示用途では十分な性能が得られる。このポリシリコンTFTにはさらに製造プロセスの温度差によって高温ポリシリコンと低温ポリシリコンがある。ポリシリコンによってガラス基板上に液晶を駆動するためのドライバー回路を作り込める利点がある。
高温ポリシリコン
高温ポリシリコン (High-temperature polycrystalline silicon, HTPS) は、1,000℃程度の高温に耐えられる石英ガラス基板上に成膜したアモルファス・シリコンを熱アニールして結晶化する（日本語ではポリシリコンだが、英語標記ではpolycrystallineになることに注意）。サファイヤ基板上にアモルファス・シリコンを結晶化させたものにSOS (Silicon On Sapphire) があり、プロジェクター等の液晶ライトバルブなど、比較的特殊なものに用いられている。
低温ポリシリコン
低温ポリシリコン (Low-temperature polycrystalline silicon, LTPS) は、安価な通常の無アルカリ・ガラス基板上に成膜したアモルファス・シリコンをレーザーアニール等による600℃以下の低温で多結晶化するものである。低温ポリシリコンは、結晶粒界によって電流が妨げられる割合が高いために高温ポリシリコンより電子移動度が低くなるが、それでもアモルファス・シリコンと比べれば数百倍のスイッチング動作が可能となり、特にCOG方式でのドライバ回路までガラス基板上に集積することで、接続点が少なくなるために信頼性が高まるが、額縁部分は少し広くなる。ただし、外部ICでは3.3-5Vでの駆動電圧なのに対して、低温ポリシリコンによる駆動回路では8-12V程度が必要となり、携帯機器が求める低消費電力化の点では逆行することになってしまう。HTPSより特性は劣るが安価なため、利用が進んでいる。
連続粒界シリコン
連続粒界シリコン (Continous grain silicon) は粒界を実質的になくすことで電子移動度を高めたもの（シャープと半導体エネルギー研究所が共同開発）。

## 液晶パネルの種類（アクティブ・マトリクス駆動）

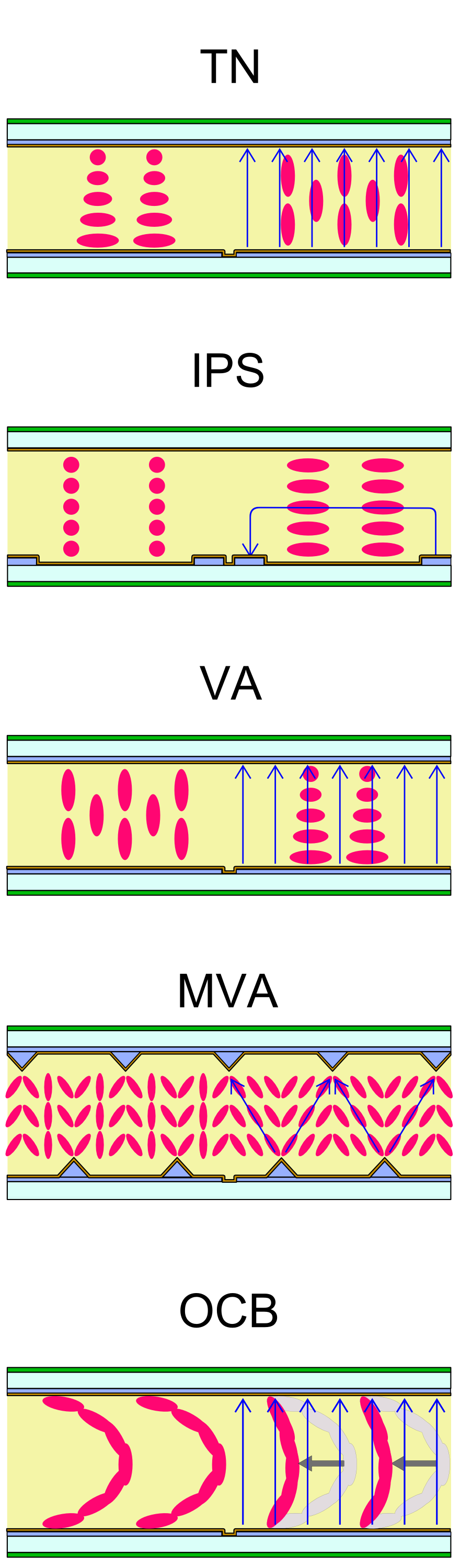
液晶パネルの代表的な5方式
左が印加電圧の無い状態
右が印加電圧のある状態
（液晶層全体を薄黄色で示したが、この部分には液晶分子を主成分とする溶液で満たされている。長円は液晶分子を横から見た姿であり、丸い円は液晶分子を長軸方向から見た姿である。）

アクティブ・マトリクス駆動による液晶パネルには、以下の方式がある。

### TN型
単純マトリクス駆動と同様に、アクティブ・マトリクス駆動と組み合わせても多く利用されている。生産技術が確立され比較的安価である。また、特別な工夫をしなくても高い開口率が得られるため表示が明るくなり、同じ表示輝度であればバックライトの消費電力を削減できる。応答速度も8-15ms程度とそれほど遅くはない。2020年代には、応答速度が1ms以下のものも登場しており、ゲームなどに向く。短所は、視野角が狭く色度変位が大きい。画質よりコストや低消費電力を重視する用途に用いられる。2000年代頃までは廉価なノートパソコン向けであったが、2010年頃からは画質も向上し、ほとんどのノートパソコンでTN型となっている。また、視野角の狭さが簡易なプライバシーフィルターの効果を持つことから、上位機種でも積極的に採用するメーカーもある。2020年ころには、ゲーミングモニターと言われる応答速度が非常に速いモニターが多く市場に出回ったが、これらの多くはTN液晶である。

### IPS型
IPS型（In-Plane Switching型、インプレイン・スイッチング型）では、電極は一方の基板の面内方向に配置している。電圧を無印加の状態では液晶分子はねじれずに基板面に対して一定の水平方向を向いている。電圧の印加時には電界が面内方向に掛かるたて液晶分子が90度水平に回って電極に沿って並ぶ。無印加と印加で液晶分子が面内方向で90度回ることで、2枚の偏光フィルムとの間で透過、遮蔽を作り出す。液晶分子同士が並んだままで回転できるため反応が速く、特に中間調の応答が良い。見る角度にあまり影響されず視野角が広いという特徴がある。回転は、電極をくし型に配置することで実現されるため、半導体技術を用いるアクティブ・マトリクス駆動でのみ用いられる。液晶配向が基板に対して垂直方向に立ち上がることがないため、視野角が広い。視野角特性が良好なためTV用途で多く用いられるが、反面、開口率を上げにくく表示が暗くなり易い、正面表示でのコントラストを高めにくいといった課題もある。
偏光板の方向
TN型のNWモードの場合の偏光フィルムのクロスニコル配置がIPS型ではNBモードに用いられており、TN型のNWモードの利点がIPS型ではNBモードの利点にほぼ対応し、IPS型では多くがNBモードで用いられる。NW、NBという名称が電圧と表示との関係のみを表す名称であるため、注意が必要である。

### VA型
VA型（Vertical Alignment型、 垂直配向型）では、負の誘電率異方性を持った液晶分子と垂直配向膜との組み合せで、無印加時には液晶分子が画面に対して垂直になり、印加時には液晶分子が画面に対して水平な配置となる。見る角度にかかわらず比較的良好な視野角と高いコントラストが得られる。8-15ms程度の応答速度になる。
偏光板の方向
TN型のNWモードの場合の偏光フィルムのクロスニコル配置がVA型ではNBモードに用いられており、TN型のNWモードの利点がVA型ではNBモードの利点にほぼ対応する。このため、VA型ではNBモードが用いられる。
MVA型
VA型の派生型として、さらに視野角を広げるために画面の区画ごとに配向を変える「分割配向」を用いたMVA (Multi-domain Vertical Alignment) 型がある。MVA型では1つの画素やサブ画素内で異なる配向の領域を複数持つマルチドメイン方式とすることで視野角を広げている。マルチドメインは透明電極の上に「リブ」と呼ばれる微小な樹脂製の突起物を間隔をあけて構築することで実現される。TV用ディスプレイの用途で多く用いられている。

### OCB型
OCB (Optically Compensated Bend, Optically Compensated Birefringence) 型は、無電界時には液晶が弓状に配列し、電圧印加時にはほぼ直線状に並ぶ。弓状から直線状に変化することで発生する液晶の流れと液晶分子の配向の変化が互いを阻害することがなく配向の変化が液晶の流れを加速するように働くため3-8msといった高速応答性を持つ。光学補償フィルムを必要とする。視野角も広く、-20℃といった低温環境でも応答性がそれほど損なわれないがまだコストに課題があり、放送機器用や車載用での採用が多く、大画面は存在しない。EIZOが、業界初で、当時世界最速“5.5msec”のパネル応答速度を達成したOCB液晶搭載のカラーテレビ「FORIS.TV」として23インチの製品を販売していた例がある。